# Cashion Community
Cashion Community (comunemente chiamato Cashion) è un comune (city) degli Stati Uniti d'America della contea di Wichita nello Stato del Texas. La popolazione era di 348 persone al censimento del 2010. Fa parte dell'area metropolitana di Wichita Falls.

## Geografia fisica
Cashion Community è situata a 34°02′11″N 98°30′30″W (34.036429, -98.508225).
Secondo lo United States Census Bureau, ha un'area totale di 1,9 miglia quadrate (4,9 km²).

## Società

### Evoluzione demografica
Secondo il censimento del 2010, c'erano 348 persone.

### Etnie e minoranze straniere
Secondo il censimento del 2010, la composizione etnica della città era formata dal 91,38% di bianchi, l'1,15% di afroamericani, l'1,15% di nativi americani, il 3,45% di asiatici, lo 0% di oceanici, l'1,72% di altre razze, e l'1,15% di due o più etnie. Ispanici o latinos di qualunque razza erano il 4,89% della popolazione.